# Trichomoplata phronima
Trichomoplata phronima är en fjärilsart som beskrevs av Druce 1898. Trichomoplata phronima ingår i släktet Trichomoplata och familjen tandspinnare. Inga underarter finns listade i Catalogue of Life.